# Kostel svatého Václava (Ostrava)
Kostel svatého Václava patří mezi nejstarší a nejvýznamnější kulturně-historické  a náboženské památky Ostravy. Je to trojlodní bazilika s přilehlými kaplemi a gotickou věží, kdysi zakončenou renesančním cimbuřím a nyní barokní cibulovou bání.
Kostel je situován na východním okraji historického jádra Ostravy, ve čtvrti (bývalém městě) Moravská Ostrava. Hned vedle kostela je sídlo biskupství ostravsko-opavského.

## Dějiny
Podle pověstí tu kdysi stála pohanská svatyně, v níž prý působili svatí Cyril a Metoděj. Ve skutečnosti byl první kostel postaven až ve 2. polovině 13. století: nejstarší písemná zmínka o ostravském faráři z roku 1297 je nepřímým dokladem. Z první kamenné jednolodní stavby byly archeologickým průzkumem zjištěny románské základy, pohřby a stopy požáru, který ji krátce po roce 1300 poničil. Kolem poloviny 14. století byla nahrazena novostavbou baziliky ve vrcholně gotickém slohu, návaznost na starším zdivu není zřetelná. Presbytář nové budovy s obdélnou sakristií po jižní straně byl postaven okolo roku 1310 a chrámová loď byla dokončena kolem roku 1350. Nový kostel byl postaven jako trojlodní s odsazeným presbytářem ukončeným pěti stranami osmiúhelníku, sklenutým kamennými žebry dlátkového profilu.  Vnitřek zůstal nezaklenutý a byl uzavřen pouze trámovým stropem. Loď a věž byly stavěny počátkem 14. století.
Kostel byl rozšířen na síňové trojlodí v průběhu 30. let 16. století. Původní trámový strop nahradila do roku 1539 cihlová síťová klenba, datovaná letopočtem na jednom svorníku v severní lodi. Z renesančních nástěnných maleb se v kněžišti dochovaly fragmenty scén ze Starého a Nového zákona, a stojící postava světce  v baretu, všechny datované podle stylu do 30. let 16. století; v lodi byl objeven znak olomouckého biskupa Stanislava Thurza.
Roku 1583 byla budova nově zastřešena. V téže době byl interiér vybaven renesančními architektonickými prvky, např. dvěma sloupky s korintskými hlavicemi, podklenutí hřebínkovou klenbou a dekorativními malbami ve cviklech arkád. 
- Středověká věž byla v patrech zničená požárem z roku 1540. Stála původně samostatně jako zvonice. Zvony, známé ze soupisu před válečnými rekvizicemi, nesly letopočty 1556 a 1558. Musely tedy nahradit starší zvony zničené požárem. Podle zprávy z roku 1594 zahájil stavitel Bernard Leone stavbu věže, tj. přistavěl ke středověkým základům (dnešního podvěží) patra věže s cimbuřím.[2] Věž byla tehdy spojena s kostelem. Renesanční konstrukci s hudební kruchtou dostavěl okolo roku 1603 vlašský kameník Joannes Rinolt, který je podepsaný rytou signaturou na hlavici severního sloupu. Na jejím štítku jsou vytesány dva alianční erby donátorů stavby: první Jana Jeřábka a Marty Hynalové, druhý Matyáše Háka Blučinského (zetě) a Kateřiny Jeřábkové z Mořkova (dcery).  Roku 1805 bylo k věži přistavěno další patro s hodinami, vyžádalo si odstranění cimbuří a konstrukci báně pobitou mědí.

V 19. století proběhla přestavba kostela ve stylu klasicismu, při které byly odstraněny některé gotické architektonické prvky a zabíleny malby. V roce 1803 byla zbořena gotická sakristie na evangelijní straně, její portál přenesen do podvěží a roku 1839 byla dřevěná střecha nahrazena plechovou. V letech 1893–1898 proběhla generální oprava v duchu novogotiky, při níž byly odstraněny barokní části vybavení interiéru.

### Interiér
V baroku byly v letech 1664-1695 a před rokem 1768 k lodi přistavěny dvě protějškové centrální kaple na osově souměrném trojlistém půdorysu se třemi apsidami, završenýnmi kupolí s lucernou. 
- Kaple Panny Marie Karmelské (na vedutě z roku 1728 označena sv. Antonína Paduánského) na jižní straně, měla nad vstupem údajně znak olomouckého biskupa Karla z Lichtenštejna, později přenesený jinam.
- Kaple Anděla Strážce a sv. Vincence na severní straně
- Křížová cesta je dílem malíře Františka Vavřince Korompaye, vznikla před rokem 1779 a skládá se ze sedmi zastavení na evangelijní (=severní) straně a sedmi na epištolní (=jižní) straně lodi. Byla zavěšena po barokní úpravě oken.
- Hlavní oltář s barokním nástavcem byl odstraněn a na jeho místě v presbytáři je zavěšen novobarokní obraz Nanebevzetí svatého Václava mezi anděly, který namaloval Jan Jiří Frömmel roku 1803.

### Hroby a náhrobky
- náhrobní deska Kateřiny Černohorské z Boskovic ((† 1550)
- náhrobní deska Jana Jeřábka z Mořkova († 23. března 1603) a jeho ženy Marty Hynalové z Kornic († 8. dubna 1621), z panství Střítež ve slezském (Těšínském knížectví), odkud se pro uznané zločiny museli vystěhovat na Moravu. Těšínská kněžna Sidonie Kateřina v roce 1584 obvinila Jana Jeřábka, že zabil v souboji Jana Kyselovského z Kyselova a kradl dřevo z knížecího lesa. Při soudních procesech z let 1587–1589 byla odsouzena i jeho žena Marta Hynalová, a to za čarodějnictví. Jejich statek Smilovice propadl těšínské kněžně a statek Střítež museli prodat.[3] Deska s postavami manželů klečících u krucifixu je vsazena v severní stěně presbytáře.
- náhrobní deska stavitele Bernarda Lva ((† 26. března 1603)
- náhrobní deska dítěte Ondřeje Šmrgla († 1587), syna ostravského měšťana Václava Šmrgla, vsazen v jižní stěně presbytáře.
- V sobotu 26. února 2022 (ve 13:23 hod.) byl na jižní (epištolní) straně kněžiště pochován první biskup Ostravsko-Opavské diecéze mons. František Václav Lobkowicz.

### Rekonstrukce
Vlivem dlouhodobého podmáčení, provozu těžké dopravy v okolí, poddolování a nedostatečné údržby došlo k vážnému narušení statiky. Od roku 1997 proto probíhala rozsáhlá rekonstrukce, která skončila v roce 2004. Souvisel s ní archeologický výzkum z roku 1998, při němž byla nalezena lidská kostra, jejíž hruď byla zatížena keramickou deskou a v ústech měla tři mince. Historikové soudí, že se jednalo o strach, aby se z mrtvého nestal upír.
Věžní hodiny nebyly obnoveny, zůstal\y po nich pouze dva otvory ve zdi pod bání věže.
V rámci Programu záchrany architektonického dědictví bylo v letech 1995-2014 na výše uvedenou opravu památky čerpáno 5 600 000 Kč.
| rok            | 1999  | 2000 | 2001  | 2002  |
| -------------- | ----- | ---- | ----- | ----- |
| v tisících Kč: | 1 100 | 900  | 1 800 | 1 800 |

## Využívání chrámu
- Slavnostní bohoslužby využívá také TV Noe ke svému vysílání. Oslavná mše k 15. výročí vysílání TV Noe proběhla s přímým přenosem v 6. neděli velikonoční 9. května 2021 v tomto chrámu sv. Václava v Ostravě. Celebroval arcibiskup olomoucký a metropolita moravský Jan Graubner a ředitel TV Noe P. Leoš Ryška SDB. Hudební doprovod zajišťovala hudební skupina „SINAJ” z Valašských Klobouk.
- Konají se zde také kulturní akce.

## Galerie

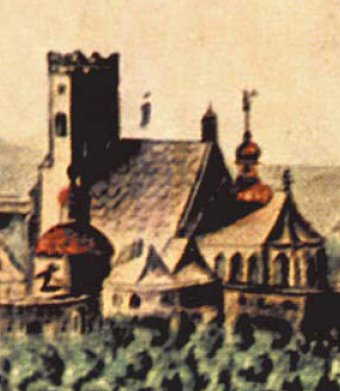
Kostel na vedutě Moravské Ostravy z roku 1728
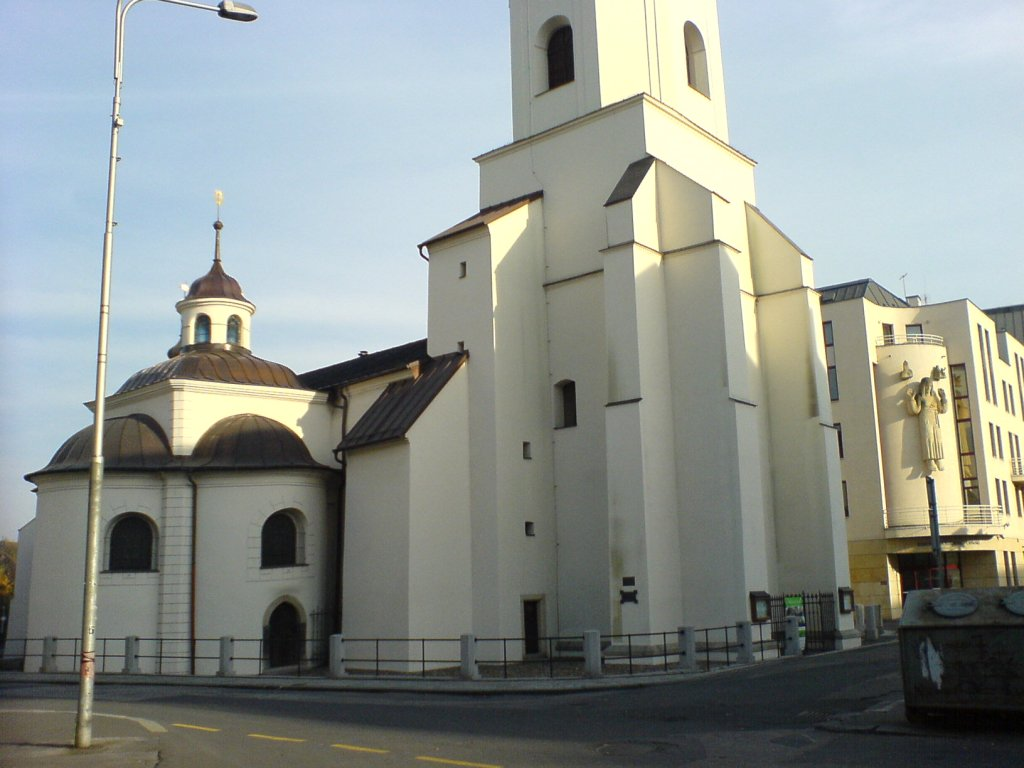
Věž a severní kaple od SZ
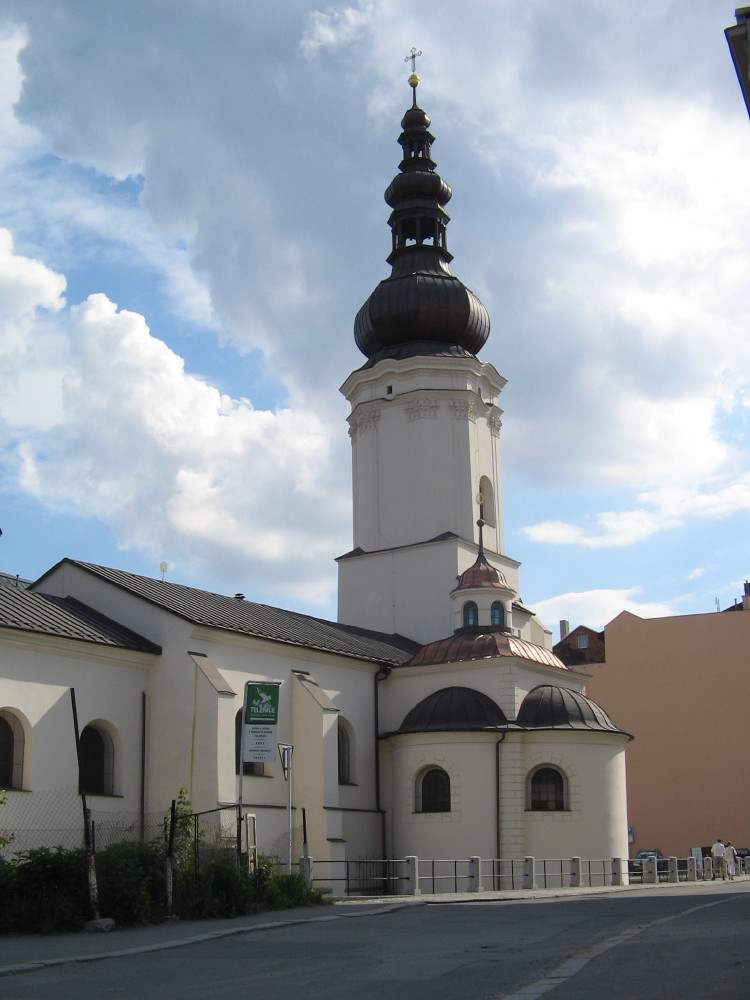
Kostel od SV
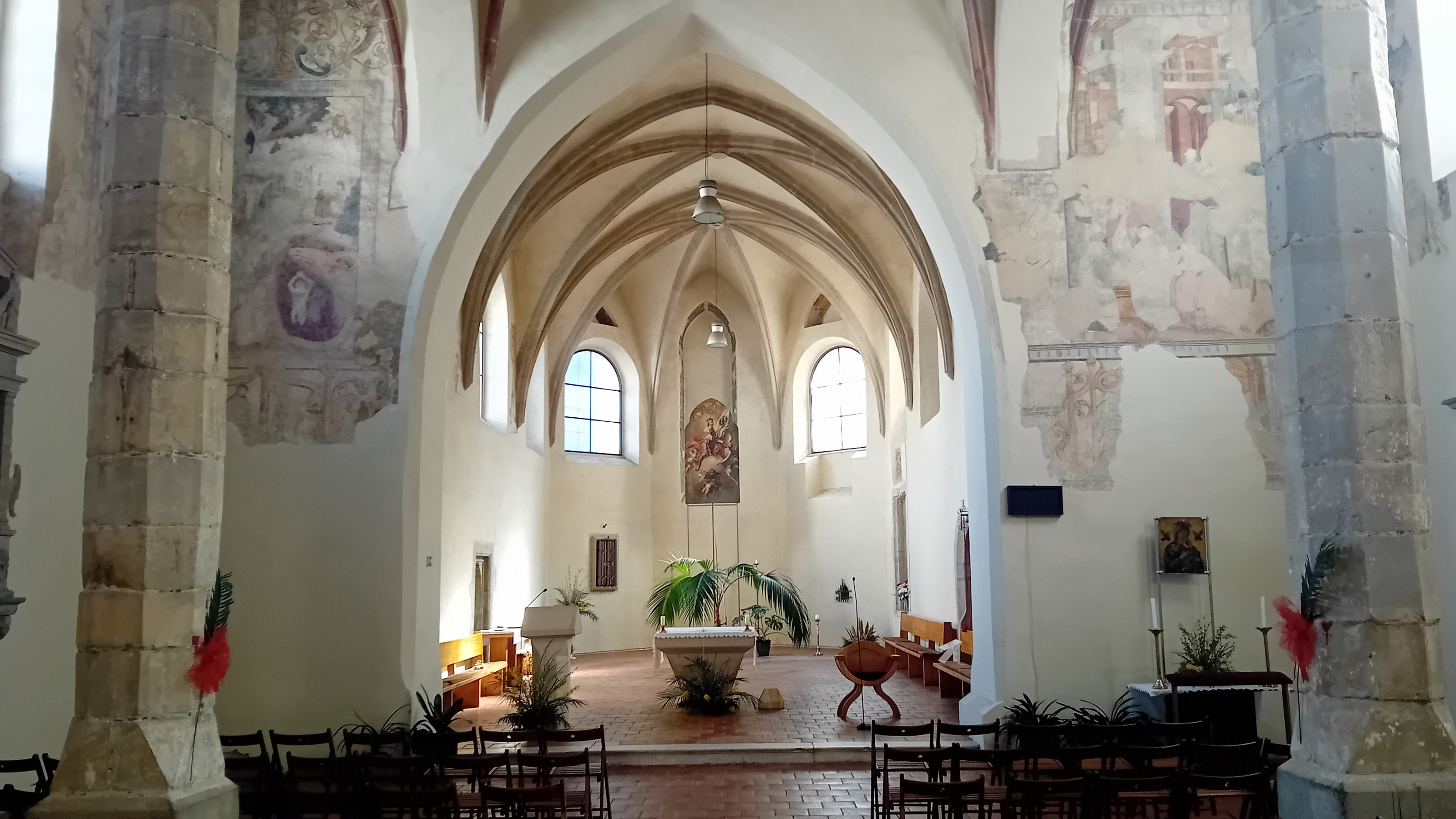
Interiér